# Cory Thompson
Cory Anthony Thompson (ur. 16 października 1978) – kajmański koszykarz, uczestnik Mistrzostw Karaibów w Koszykówce mężczyzn 2011.
W 2011 roku wziął udział w Mistrzostwach Karaibów, gdzie reprezentacja Kajmanów zajęła ostatnie, 9. miejsce. Podczas tego turnieju wystąpił w czterech meczach, w których zdobył jedynie dwa punkty (przeciwko reprezentacji Wysp Dziewiczych Stanów Zjednoczonych). Zanotował trzy przechwyty, siedem zbiórek, z których trzy były ofensywne a cztery defensywne. Ponadto miał także sześć fauli. W sumie na parkiecie spędził około 57 minut.